# Breaking Point (1975)
Breaking Point is een Zweedse pornografische thriller uit 1975, die geschreven en geregisseerd werd door Bo Arne Vibenius onder het pseudoniem Ron Silberman Jr.

## Verhaal
Bob Bellings is een onopvallende kantoorbediende die een reeks verkrachtingen pleegt om zijn seksuele verlangens te bevredigen. Wanneer hij gegijzeld wordt door bankrovers, doodt hij de overvallers en valt hij een politiehelikopter aan. Daarna haast hij zich naar het vliegveld, waar hij herenigd wordt met zijn vrouw en dochter die terugkeren van een reis.

## Rolverdeling
- Andreas Bellis – Bob Bellings (als Anton Rothschild)
- Barbara Scott	– vrouw in metro (als Irena Billing)
- Jane McIntosch
- Susanne Audrian
- Bertha Klingspor
- Marlyn Inverness
- Liza June
- Adolf Deutch
- Joachim Bender
- Per-Axel Arosenius – wapen- en munitieverkoper (onvermeld)

## Trivia
- Breaking Point was hoofdzakelijk bedoeld voor de buitenlandse markt en werd, net als Vibenius' vorige film Thriller - A Cruel Picture, verboden in zijn thuisland Zweden.[2]